# Air Queensland
 (août 2019).
Pour les articles homonymes, voir Queensland (homonymie).
Air Queensland, anciennement Bush Pilots Airways, était une compagnie aérienne australienne exploitée de 1951 à 1988.

## L'histoire
Bush Pilots Airways a été formé en 1951 et a opéré dans le Queensland, en Australie jusqu'en 1988. L'un de ses premiers avions était un avion bimoteur de Havilland DH.90 Dragonfly, immatriculé VH-AAD. Il a été acheté auprès d'Adastra Airways Ltd à Sydney en 1951 et transporté par avion à Cairns, Queensland, par le fondateur de Bush Pilots, Bob Norman.  
En mai 1972, Bush Pilots a absorbé Queensland Pacific Airways Ltd, reprenant son avion Douglas DC-3.
En 1978, Bush Pilots Airways a changé son nom en BPA. BPA exploitait des avions Douglas DC-3, des Britten-Norman Trislanders et des Metroliners de Swearingen. Les opérations se sont en grande partie menées dans le Queensland, en Australie, bien que la compagnie aérienne ait également fourni des services à Groote Eylandt dans le Territoire du Nord. Les services au nord de Brisbane (et retour) étaient très populaires auprès des voyageurs d'affaires et les touristes. Une course typique impliquait des arrêts dans les villes régionales entre Brisbane et Townsville, comme Maroochydore, Maryborough, Bundaberg, Gladstone, Rockhampton et Mackay. Des services de courte distance opéraient de Cairns à des endroits intérieurs et côtiers tels que Cooktown, Karumba et Normanton. Avec des arrêts aussi fréquents, une haute altitude n'a jamais été atteinte, offrant de bonnes vues sur cette partie pittoresque de l'État. 
Le 1er décembre 1981, BPA devient Air Queensland. Air Queensland a été la dernière compagnie aérienne en Australie à utiliser des Douglas DC-3 sur les services réguliers réguliers, le dernier ayant été retiré le 7 avril 1988. Air Queensland a cessé d'exister le 30 avril 1988 lorsque la compagnie aérienne a été absorbée par Australian Airlines (plus tard absorbée par Qantas). Le dernier directeur général était Ron Entsch. 
Un Douglas DC-3 anciennement exploité par Bush Pilots Airways a été exposé à l'aéroport international de Cairns de 1984 à 2008, date à laquelle il a été retiré en raison de préoccupations au sujet de son intégrité structurelle. 
En 1988, Air Queensland desservait 44 destinations dans tout le Queensland et le Territoire du Nord. 